# 2001 en musique classique
| \| • Retour à la chronologie générale de la musique classique • \| |
| Grèce • Rome • Haut Moyen Âge • VIIIe siècle • IXe siècle • Xe siècle • XIe siècle XIIe siècle • XIIIe siècle • XIVe siècle • XVe siècle • XVIe siècle • XVIIe siècle XVIIIe siècle • XIXe siècle • XXe siècle • XXIe siècle |
| • Retour à la chronologie générale de la musique classique • |

| Années en musique classique : 1998 - 1999 - 2000 - 2001 - 2002 - 2003 - 2004    |
| Décennies en musique classique : 1970 - 1980 - 1990 - 2000 - 2010 - 2020 - 2030 |

## Événements

### Créations
- 11 février : Concerto pour violoncelle de Bruno Giner par Christophe Roy à Paris.
- 7 mars : K…, opéra de Philippe Manoury, à l'opéra Bastille.

- 3 avril : Médée de Thessalonique, opéra de Christophe Looten, créé au Théâtre d'Arras.
- 30 novembre : Thérèse Raquin, opéra de Tobias Picker, créé par le Dallas Opera.

### Fondations
- 1er janvier : création de l'Opéra Orchestre national Montpellier.
- Création de l'École supérieure de musique de Catalogne à Barcelone.
- Fondation de l'ensemble vocal et instrumental Le Palais royal par Jean-Philippe Sarcos.
- Fondation de l'ensemble vocal et instrumental Stylus Phantasticus par Friederike Heumann.
- Dissolution du Philharmonia Hungarica (fondé en 1956).

### Autres
- 1er janvier : concert du nouvel an de l'orchestre philharmonique de Vienne au Musikverein, dirigé par Nikolaus Harnoncourt.
- 23 mai : inauguration du Teatro Malibran de Venise, totalement restauré.

## Prix
- Baiba Skride obtient le 1er prix de violon du Concours musical international Reine Élisabeth de Belgique.
- Søren Nils Eichberg obtient le 1er prix de composition du Concours musical international Reine Élisabeth de Belgique.
- Stanislav Ioudenitch et Olga Kern obtiennent le 1er prix ex æquo de piano du Concours international de piano Van-Cliburn.
- Reinhold Brinkmann reçoit le Prix Ernst-von-Siemens.
- Karlheinz Stockhausen reçoit le Prix Polar Music.
- Sabine Meyer, clarinettiste, reçoit le Prix Brahms.
- Anne-Sophie Mutter reçoit le Prix musical Léonie-Sonning.
- Franz Koglmann reçoit le Prix de la ville de Vienne de musique.
- Pierre Boulez reçoit le Grawemeyer Award pour Sur incises.
- Anthony Girard est lauréat du grand prix lycéen des compositeurs.
- Josep Soler i Sardà reçoit le Prix national de musique de Catalogne.

## Naissances
- 1er avril : Daniel Lozakovich, violoniste suédois

## Décès

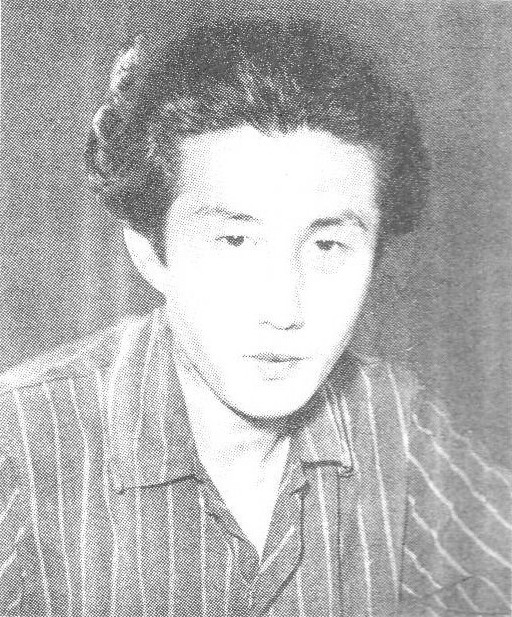
Ikuma Dan

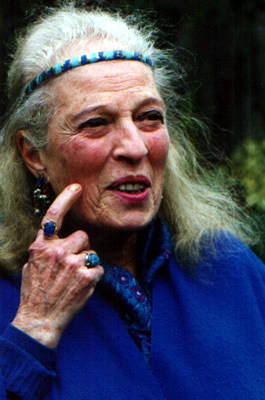
Yaltah Menuhin

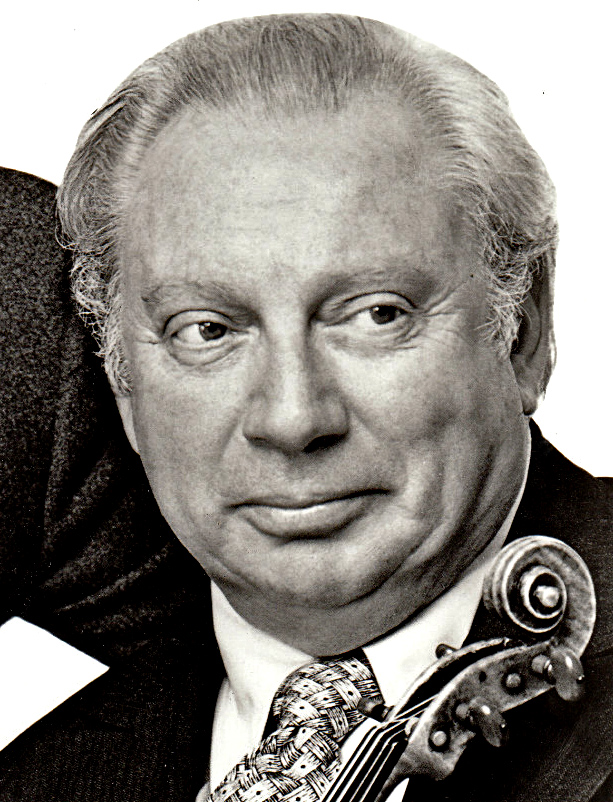
Isaac Stern

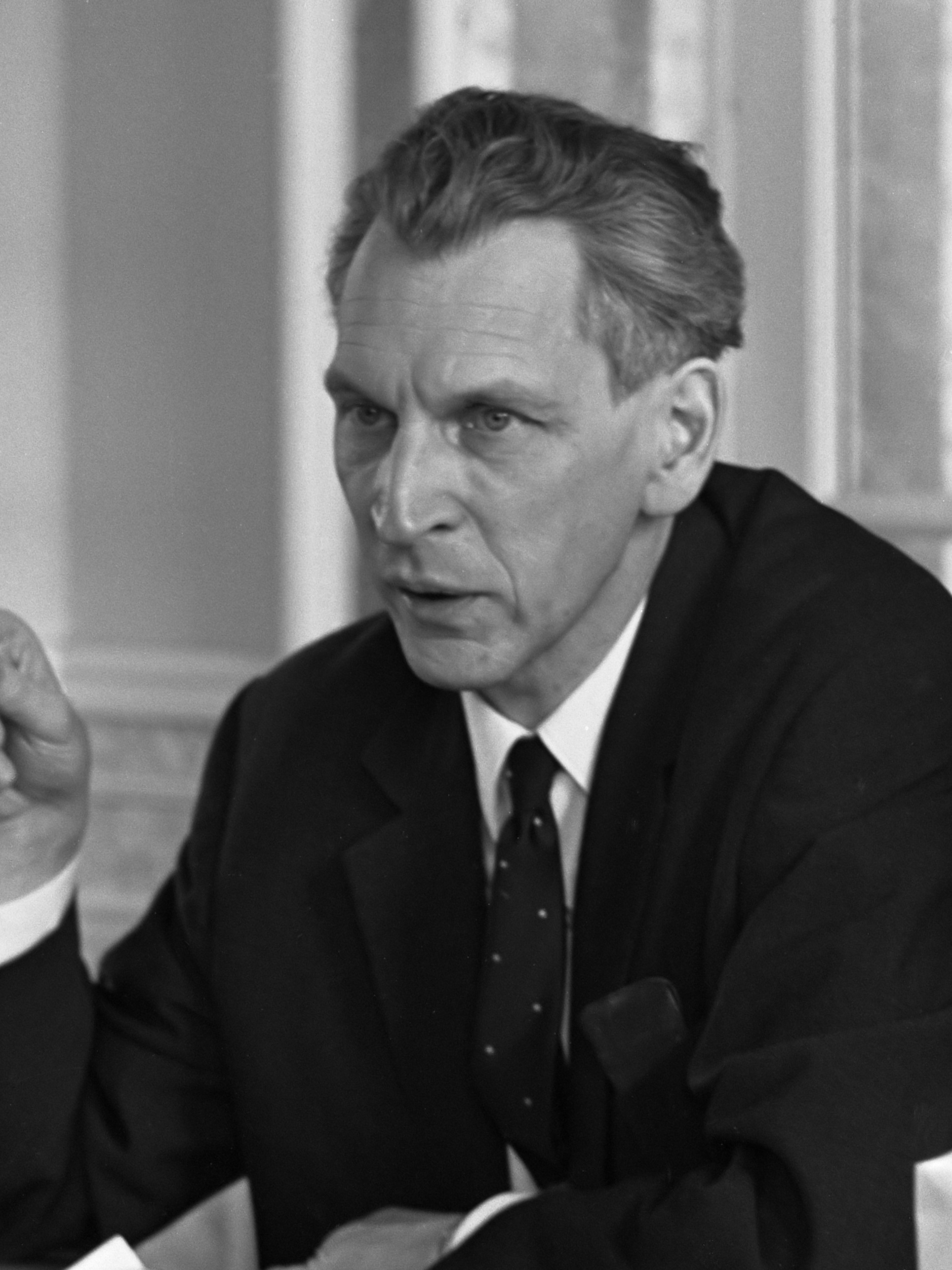
Marius Flothuis

- 6 janvier : Victor Braun, baryton canadien (° 4 août 1935).
- 12 janvier : Paul-Maria Jamin, chef d'orchestre (° 13 juin 1922).
- 21 janvier : Øivind Eckhoff, pianiste et musicologue norvégien (° 13 janvier 1916).
- 25 janvier : Antoine Livio, journaliste, musicologue et critique de danse (° 10 avril 1937).
- 4 février :
  - Nicole Henriot-Schweitzer, pianiste française (° 25 novembre 1925).
  - Raimo Kangro, compositeur et pédagogue estonien (° 21 septembre 1949).
  - Iannis Xenakis, compositeur français (° 29 mai 1922).
- 25 février : Sigurd Rascher, saxophoniste américain (° 15 mai 1907).
- 4 mars : David Glazer, clarinettiste américain (° 7 mai 1913).
- 7 mars : Paolo Silveri, baryton italien (° 28 décembre 1913).
- 9 mars : Najla Jabor, compositrice et chef d'orchestre brésilienne († 25 septembre 2015).
- 11 mars : Heinz Lohmann, organiste allemand (° 8 novembre 1934).
- 12 avril : Alberto Erede, chef d'orchestre italien (° 8 novembre 1908).
- 16 avril : Peter Maag, chef d'orchestre suisse (° 10 mai 1919).
- 19 avril :
  - Edith Picht-Axenfeld, pianiste et claveciniste allemande (° 1er janvier 1914).
  - Graziella Sciutti, soprano italienne (° 17 avril 1927).
- 20 avril :
  - Giuseppe Sinopoli, chef d'orchestre et compositeur italien (meurt en scène) (° 2 novembre 1946).
  - Irène Joachim, soprano française (° 13 mars 1913).
- 22 avril : Robert Starer, compositeur et pianiste américain (° 8 janvier 1924).
- 17 mai : Ikuma Dan, compositeur japonais (° 7 avril 1924).
- 27 mai : Gilles Lefebvre, violoniste québécois (° 30 juin 1922).
- 28 mai : Harald Andersén, chef de chœur, compositeur et professeur de musique finlandais (° 4 avril 1919).
- 30 mai : Nikolaï Korndorf, compositeur et chef d'orchestre russo-canadien (° 23 janvier 1947).
- 1er juin : Roger Albin, violoncelliste, chef d'orchestre et compositeur français (° 30 septembre 1920).
- 9 juin : Yaltah Menuhin, pianiste, écrivain britannique, née américaine (° 7 octobre 1921).
- 15 juin : Leif Kayser, compositeur, organiste, pianiste et pédagogue danois (° 13 juin 1919).
- 20 juin : Ernest Bour, chef d'orchestre français (° 20 avril 1913).
- 21 juin : François Lesure, musicologue français (° 23 mai 1923).
- 26 juin :
  - Gina Cigna, cantatrice italienne (° 6 mars 1900).
  - Christian Villeneuve, compositeur, pédagogue et organiste français (° 6 juin 1948).
- 5 juillet : Sidney Sutcliffe, hautboïste britannique (° 6 octobre 1918)
- 17 juillet : Abel Carlevaro, virtuose, compositeur et professeur de guitare classique (° 16 décembre 1916).
- 21 juillet : Alfredo Bravi, prêtre, compositeur et maître de chapelle italien (° 3 janvier 1916).
- 3 août :
  - Jeanne Loriod, ondiste (° 13 juillet 1928).
  - Stefan Rachoń, chef d'orchestre et violoniste polonais (° 4 janvier 1906).
- 24 août : Roman Matsov, chef d'orchestre estonien (° 27 avril 1917).
- 3 septembre : Michel Caron, artiste français, chanteur lyrique et comédien (° 29 avril 1929).
- 12 septembre : André Relin, compositeur et chef d'orchestre français (° 7 janvier 1911).
- 15 septembre : Roland Leduc, violoncelliste, chef d'orchestre, professeur et haut fonctionnaire québécois (° 25 juillet 1907).
- 22 septembre : Isaac Stern, violoniste russe/américain (° 21 juillet 1920).
- 2 octobre : Nicolas Alfonso, guitariste et compositeur espagnol (° 6 décembre 1913).
- 5 octobre : Zoltán Székely, violoniste et compositeur hongrois (° 8 décembre 1903).
- 12 octobre : Witold Szalonek, compositeur polonais (° 2 mars 1927).
- 17 octobre : Micheline Ostermeyer, athlète française et pianiste (° 23 décembre 1922).
- 25 octobre : Yoritsune Matsudaira, compositeur japonais (° 5 mai 1907).
- 28 octobre : Gerard Hengeveld, pianiste, compositeur et professeur néerlandais (° 7 décembre 1910).
- 7 novembre : Georges Robert, organiste français (° 12 avril 1928).
- 13 novembre : Marius Flothuis, compositeur, musicologue et critique musical néerlandais (° 30 octobre 1914).
- 10 décembre : Heinz Rögner, chef d'orchestre allemand (° 16 janvier 1929).
- 17 décembre : Martha Mödl, soprano puis mezzo-soprano allemande (° 22 mars 1912).
- 18 décembre : Marcel Mule, saxophoniste français (° 24 juin 1901).
- 19 décembre : Pierre Ancelin, compositeur français (° 25 octobre 1934).
- 20 décembre : Walter Joachim, violoncelliste québécois (° 5 mai 1912).
- 29 décembre : Takashi Asahina, chef d'orchestre japonais (° 9 juillet 1908).

### Date indéterminée
- Yves Claoué, compositeur français (° 1927).